# Harry Wunstorf
Harry Wunstorf (* 13. Juli 1927 in Berlin; † 27. Mai 2011 in Hamburg) war ein deutscher Fußballspieler. Der Torhüter hat von 1951 bis 1963 für den Hamburger Verein  FC St. Pauli insgesamt 258 Einsätze in der damals erstklassigen Fußball-Oberliga Nord absolviert. Zuvor hat er in der Stadtliga/Vertragsliga Berlin für die Vereine Tennis Borussia und Wacker 04 von 1949 bis 1951 noch zehn weitere Ligaspiele bestritten.

## Karriere

### Anfänge in Berlin, bis 1951
Nach Ende des Zweiten Weltkriegs war der junge Torhüter bei Union Oberschöneweide aktiv. Der zu Beginn seiner sportlichen Laufbahn als Handballtorwart und Leichtathlet aktive Sportler kam aber über die Rolle des Ersatztorwartes nicht hinaus. Er versuchte es deshalb in den Runden 1949/50 und 1950/51 im Westbezirk von Berlin bei Tennis Borussia und Wacker 04 Berlin. Bei den „Veilchen“ war aber nichts gegen die klare Nummer 1, Karl-Heinz Steinbeck, auszurichten und da waren die fünf Einsätze bei der errungenen Meisterschaft 1949/50 auch nicht das, was sich Wunstorf erhofft hatte. Nach nur einer Runde zog er zu Wacker 04 weiter. Bei den Lila-Weißen aus dem Bezirk Reinickendorf trat aber auch nicht die Wende ein, auch da musste er sich mit fünf Ligaeinsätzen hinter der Nummer 1, Reinhold Kebschull, begnügen. Im Sommer 1951 nahm er deshalb die Offerte des Vizemeisters der Oberliga Nord, des FC St. Pauli an, zog nach Hamburg und stellte sich der Herausforderung des Zweikampfes mit Rudolf Schönbeck um die Torhüterposition bei St. Pauli.

### St. Pauli, 1951 bis 1964
Der Neuzugang aus Berlin debütierte am Rundenstarttag, den 21. August 1951, bei einem 2:1-Heimerfolg gegen Hannover 96 in der Oberliga Nord. Er bildete mit Josef Famula, Heinz Hempel (Verteidigerpaar), Harald Stender, Walter Dzur und Günter Woitas in der Läuferreihe im damaligen WM-System die Defensive der Braun-Weißen vom Heiligengeistfeld.
Gemeinsam mit weiteren neuen Spielern wie Otmar Sommerfeld, Alfred Brüggen, Herbert Kühl und Reinhold Ertel beteiligte sich Wunstorf in diesen Jahren einen Umbruch ohne sportlichen Einbruch zu bewältigen, weil etliche Spieler der Nachkriegs-„Wundermannschaft“ (u. a. Hans Appel, Karl Miller und Heinz Hempel) bereits stramm auf die 40 zugingen. Schönbeck konnte aber mit 23 Einsätzen den Status der Nummer 1 verteidigen, der Mann aus Berlin hütete in sieben Spielen in der Oberliga Nord das Tor von St. Pauli, welches den 3. Rang belegte. Ab seiner zweiten Saison, 1952/53, war der „Flieger“ und „Mann für spektakuläre Paraden“ aber die unangefochtene Nummer 1 bei den Kiezkickern. Die beste Platzierung erlebte er im Weltmeisterschaftsjahr 1953/54, als er mit seiner Mannschaft die Vizemeisterschaft hinter dem späteren Deutschen Meister Hannover 96 erringen konnte. Stürmer Werner Heitkamp erzielte dabei 21 Treffer und die Abwehr um Wunstorf hatte in 30 Ligaspielen lediglich 37 Gegentreffer zugelassen. 
Wunstorf und seine Mannschaftskameraden wurden aber durch die Reduzierung der Endrundenteilnehmer zu den Spielen um die deutsche Meisterschaft wegen der nachfolgenden Termine der Fußballweltmeisterschaft in der Schweiz, um die Teilnahme an der Meisterschaftsendrunde gebracht, weil sich in dem Jahr ausnahmsweise nur die Oberliga-Ersten dafür qualifizierten und damit die Vizemeisterschaft „wertlos“ war.
Als mit Ingo Porges, Horst Haecks, Rolf Bergeest und Peter Osterhoff sich neue Leistungsträger in der St. Pauli-Elf entwickelt hatten, ging es mit dem Team vom Heiliggeistfeld wieder in der Tabelle nach vorne: Dreimal in Folge belegte das Team um Torhüter-Routinier Wunstorf in den Jahren 1960 bis 1962 der 4. Rang in der Oberliga Nord. Gleichzeitig erwuchs dem zur Selbstdarstellung neigenden Klassemann und Ballfänger-Legende im St. Pauli-Gehäuse, in Gestalt des 11 Jahre jüngeren Hans-Joachim Thoms ein ernsthafter Konkurrent, welcher in den letzten zwei Oberligarunden, 1961/62 und 1962/63, die Rangfolge im Tor von St. Pauli umdrehte. Harry Wunstorf absolvierte sein letztes Oberligaspiel am 22. April 1963, bei einem 1:1-Heimremis gegen Bergedorf 85. Vor ihm bildeten Porges, Peter Gehrke und Uwe Witt die Läuferreihe. Nach insgesamt 258 Einsätzen für St. Pauli war damit das Kapitel erstklassige Oberliga Nord für den gebürtigen Berliner beendet.
Unter dem Hempel-Nachfolger Otto Westphal beendete Wunstorf mit sechs Einsätzen gegen Holstein Kiel (2:0), TuS Bremerhaven 93 (2:2), SC Concordia (2:0), VfR Neumünster (1:1), VfB Oldenburg (4:2) und der 3:4-Auswärtsniederlage am 12. April 1964 beim VfL Wolfsburg seine Spielerkarriere. Claus Eppel, Rolf Gieseler, Werner Pokropp, Gehrke und Porges waren dabei seine Mitspieler im Defensivverbund. St. Pauli gewann die Meisterschaft im Norden, scheiterte aber in der ersten Bundesligaaufstiegsrunde 1964.
Wunstorfs Karriere beendete ein Streit mit Präsident Wilhelm Koch. Nach 13 Jahren Vereinszugehörigkeit verließ er St. Pauli mitten in der Vorbereitungsphase zur Saison 1964/65. Nach seiner Torhüter-Laufbahn arbeitete er als Sportfotograf und LKW-Fahrer für einen Hamburger Verlag. Dem Fußball blieb der extravagante Pudelliebhaber als Stadionsprecher beim VfL 93 sowie den HSV- und St. Pauli-Amateuren weiterhin verbunden.
Der in Hamburg-Rahlstedt im Ortsteil Hohenhorst wohnhaft gewesene Ex-Torhüter verstarb im Mai 2011 an den Folgen eines unglücklich verlaufenen, häuslichen Sturzes.